# Schloss Szydłowiec
Das Schloss Szydłowiec (polnisch Zamek w Szydłowcu) befindet sich in Szydłowiec, einer Gemeinde im Powiat Szydłowiecki in der Woiwodschaft Masowien, Polen.

## Lage
Das Schloss liegt im äußersten Süden der Woiwodschaft und gehört historisch zu Kleinpolen. Szydłowiec ist eine mittelalterliche Kleinstadt mit zahlreichen gotischen Bauten.

## Geschichte
Im Mittelalter stand hier eine Burg der Odrowąż. Von 1470 bis 1480 wurde sie zu einem spätgotischen Schloss ausgebaut, das 1515–1526 nochmals im Stil der Renaissance umgestaltet wurde. Bauherr war Mikołaj Szydłowiecki der Jüngere, Kastellan von Sandomir und Großer Königlicher Schatzmeister. Albrycht Władysław Radziwiłł ließ das Schloss 1619–1629 im Stil des Frühbarock ausbauen. 1802 erwarb Anna Sapieżyna Zamoyska das Schloss, und 1828 wurde es verstaatlicht. Es wurde als Biermagazin genutzt. In den 1960er Jahren wurde es grundlegend restauriert und dient nunmehr öffentlichen Kultureinrichtungen. Hier ist unter anderem ein Museum untergebracht.

## Nachweise
- Danuta Paprocka Szydłowiec, Krajowa Agencja Wydawnicza, Kraków 1983.